# St. Leonhard am Walde
St. Leonhard am Walde ist eine Katastralgemeinde und in der Schreibweise St. Leonhard am Wald eine Ortschaft in der Statutarstadt Waidhofen an der Ybbs in Niederösterreich.
Der Kirchenweiler befindet sich an erhöhter Stelle im umliegenden Hügelland des Mostviertels und nordöstlich der Stadtgemeinde Waidhofen an der Ybbs. Urkundlich wurde der Ort 1443 genannt. Ursprünglich war St. Leonhard am Wald eine eigenständige Gemeinde und wurde 1972 nach Waidhofen eingemeindet.

## Siedlungsentwicklung
Zum Jahreswechsel 1979/1980 befanden sich in der Katastralgemeinde St. Leonhard am Walde insgesamt 244 Bauflächen mit 69.669 m² und 126 Gärten auf 434.681 m², 1989/1990 waren es 240 Bauflächen. 1999/2000 war die Zahl der Bauflächen auf 275 angewachsen und 2009/2010 waren es 225 Gebäude auf 304 Bauflächen.

## Geschichte
Der Kirchweiler wurde urkundlich als Filiale von Neuhofen erstmals 1435 erwähnt und 1443 eine Kirche geweiht. 1778 wurde der Ort ein Vikariat und 1939 zur eigenständigen Pfarre erhoben.

## Öffentliche Einrichtungen
In St. Leonhard befindet sich eine Volksschule.

## Kultur und Sehenswürdigkeiten

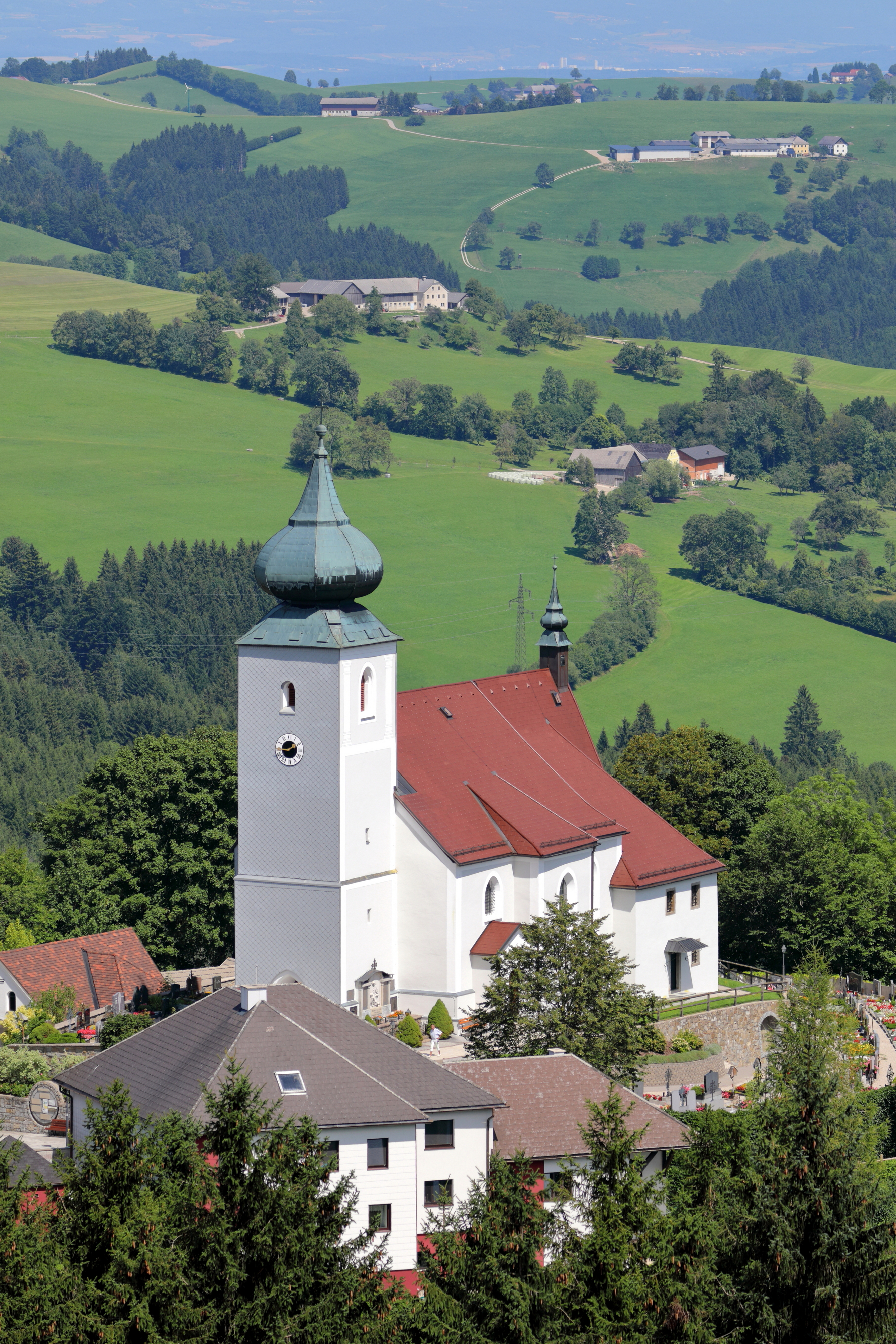
Pfarrkirche St. Leonhard am Wald

- Pfarrkirche St. Leonhard am Wald: Die dem heiligen Leonhard geweihte Pfarr- und Wallfahrtskirche ist eine in erhöhter Lage weithin sichtbar errichtete spätgotische Hallenkirche mit einem leicht eingezogenen Chor. Der mächtige vorgestellte Westturm stammt aus dem 15. Jahrhundert und hat eine barocke Haube.
- Durch St. Leonhard führen der Eisenwurzenweg 08 sowie der Voralpenweg 04, zwei österreichische Weitwanderwege.

## Landwirtschaft
Die Katastralgemeinde ist landwirtschaftlich geprägt. 1.410 Hektar wurden zum Jahreswechsel 1979/1980 landwirtschaftlich genutzt und 382 Hektar waren forstwirtschaftlich geführte Waldflächen. 1999/2000 wurde auf 1.338 Hektar Landwirtschaft betrieben und 466 Hektar waren als forstwirtschaftlich genutzte Flächen ausgewiesen. Ende 2018 waren 1.310 Hektar als landwirtschaftliche Flächen genutzt und Forstwirtschaft wurde auf 473 Hektar betrieben. Die durchschnittliche Bodenklimazahl von St. Leonhard am Walde beträgt 21,2 (Stand 2010).